# Robert Runcie
Robert Alexander Kennedy Runcie, barone Runcie (Great Crosby, 2 ottobre 1921 – St Albans, 11 luglio 2000), è stato un arcivescovo anglicano britannico, dal 1980 al 1991 arcivescovo di Canterbury.

## Biografia

### I primi anni
Nato a Great Crosby da una famiglia di non religiosi nel 1921, in gioventù combatté la Seconda Guerra Mondiale come comandante di un carrarmato. Fu tra i primi, nel maggio 1945, ad entrare nel campo di concentramento di Bergen-Belsen e, dopo la caduta del nazismo, si occupò degli occupati a Colonia.
Tornato in Inghilterra, dopo aver ricevuto delle medaglie al valore entrò in seminario a Cambridge, e nel 1950 venne ordinato curato a Newcastle upon Tyne. Nel 1970 divenne venne ordinato vescovo di St Albans.

### Arcivescovo di Canterbury
Nel 1979 fu nominato arcivescovo di Canterbury, ruolo nel quale si insediò il 25 marzo 1980. Il 29 luglio 1981 celebrò il matrimonio tra Carlo, principe di Galles e Lady Diana Spencer. Nel 1982 pregò con papa Giovanni Paolo II nella cattedrale di Canterbury, e in un'intervista successiva disse che il suo sogno sarebbe stato l'unione della Chiesa Anglicana e della Chiesa cattolica entro il 2000. Il 31 gennaio 1991 si dimise dall'incarico.

### Dopo il ritiro
Il 1º febbraio di quell'anno fu creato Pari a vita.
Morì di cancro a St Albans l'11 luglio 2000.

### Vita privata
In gioventù ebbe una relazione con Margaret Thatcher (allora Margaret Roberts). Si sposò con la pianista classica Rosalind Turner (1932-2012) dalla quale ebbe due figli: James, scrittore, e Rebecca.